# Centre hospitalier spécialisé de Saint-Rémy et Nord Franche-Comté

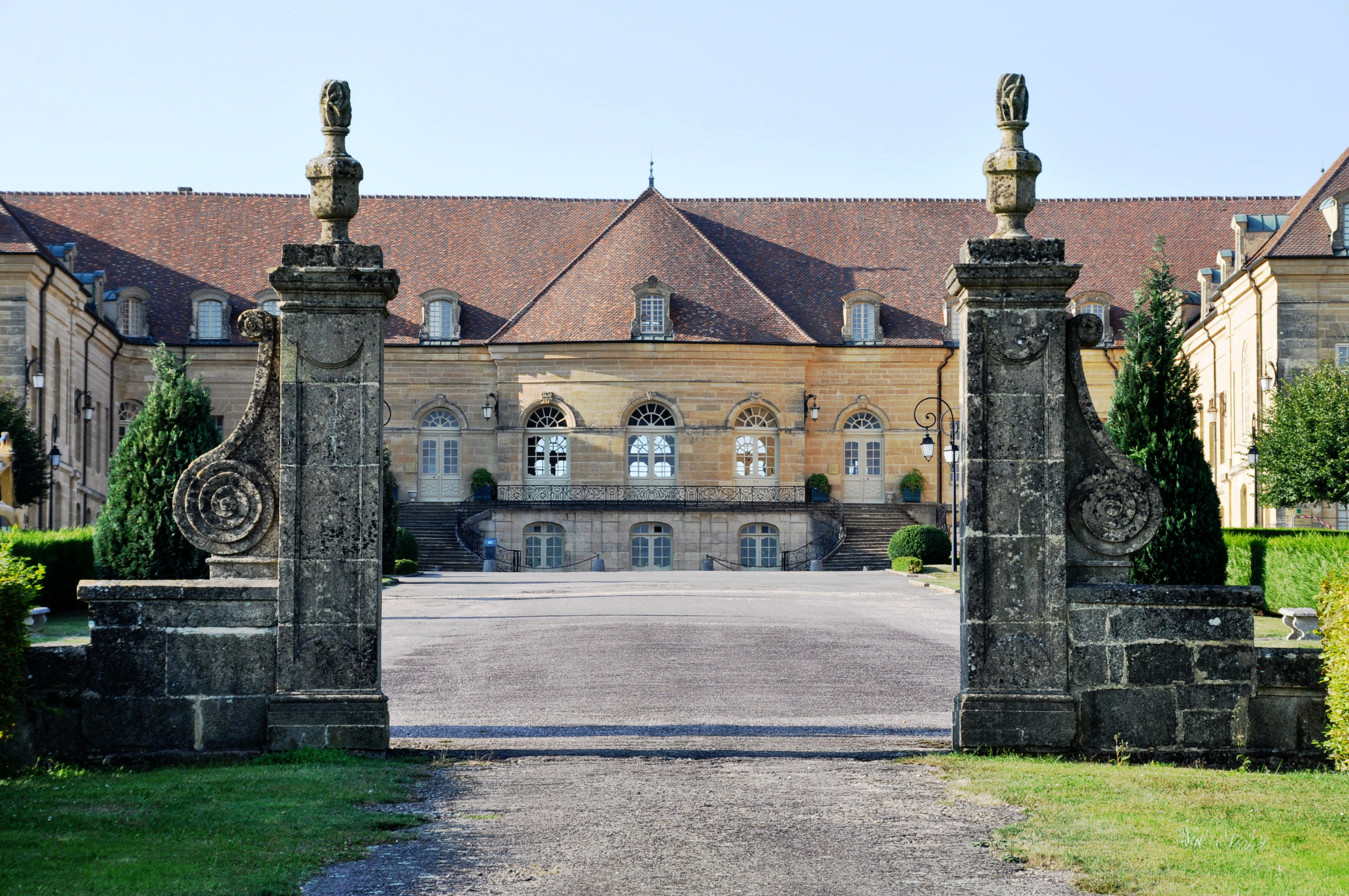
Le portail du château de Saint-Rémy-en-Comté, au cœur de l'hôpital.

Le Centre hospitalier spécialisé de Saint-Rémy et Nord Franche-Comté communément appelé hôpital psychiatrique de Saint-Rémy est un établissement public de santé mentale situé à Saint-Rémy-en-Comté dans le département de la Haute-Saône, en Franche-Comté. L'établissement possède une antenne aux Haberges à Vesoul, préfecture du départment. Il est géré par l'Association Hospitalière de Bourgogne Franche-Comté.
Il accueille des patients de tous âges et atteints de toutes sortes de pathologies psychiatriques, avec ou sans leur consentement selon les dispositions légales en vigueur.

## Histoire
L'hôpital ouvre ses portes en 1937.

## Liste des unités d'hospitalisation
Le centre hospitalier comprends plusieurs unités.
- 2 unités intersectorielles d’admission (UIA Vesoul au GH70, Matisse à St Rémy)
- Unité intersectorielle de soins sans consentement (Renoir – St Rémy)
- Unité intersectorielle de soins en addictologie (Matisse addictologie – St Rémy)
- Unité de "réhabilitation psychosociale" (Courbet à St Rémy) – Pavillons « séjours longs» (Verlaine et Pinel – Clairefontaine)
- Unités Villon / Ronsard (Clairefontaine) (déficitaires évolutifs – patients handicapés lourds)
- Unité Troubles du Spectre de l’Autisme (TSA)  (Rodin à St Rémy)